# 拉克魯斯港

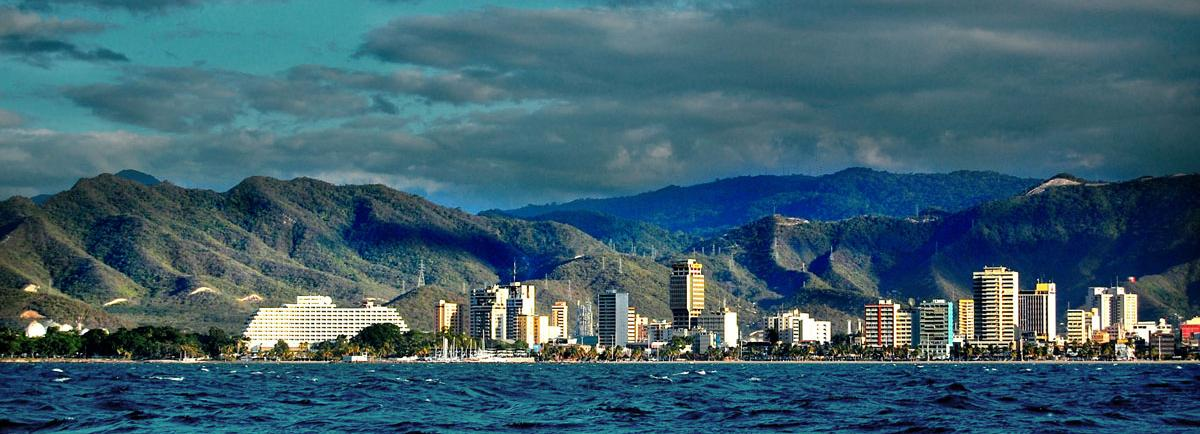

拉克魯斯港（西班牙語：Puerto La Cruz）是委內瑞拉的城市，由安索阿特吉州負責管轄，位於該國東北部，始建於1862年，面積244平方公里，海拔高度10米，每年平均降雨量622毫米，2011年人口480,312。

## 外部連結
- Retrieved from "http://es.wikipedia.org/wiki/Puerto_La_Cruz （页面存档备份，存于）"